# Astrid Lindeberg
Astrid Lindeberg (von 1967 bis 1983 Astrid Määttänen; * 1. Juni 1942 in Tartu,  Sowjetunion) ist eine in Estland geborene finnische Basketballspielerin und Sprachlehrerin.

## Karriere in den Vereinen und in den Nationalmannschaften
Sie begann 1954 Basketball zu spielen und schaffte es 1958 erstmals in die sowjetische Mädchen-Nationalmannschaft. Zwischen 1956 und 1967 vertrat sie die Basketballmannschaft der Universität Tartu / Tartu Rock auf Vereinsebene, gewann mit dem Verein vier estnische Meisterschaften und vier estnische Pokale und wurde Vierter in der sowjetischen Meisterschaft. Er wurde mit der höchsten Medaille der Sowjetunion für sportliche Leistungen ausgezeichnet, der Medaille des Spitzensportlers. Im Februar 1967 wechselte Lindeberg zur Vertretung von Lahti Sampo. Sie spielte vier Saisons lang für den Verein, fungierte als Kapitänin der Mannschaft und gewann 1969 und 1970 FM-Gold, 1968 FM-Silber und 1967 FM-Bronze. Darüber hinaus trainierte sie zwei Akademieteams in Lahti.
| Verein      | von - bis |
| ----------- | --------- |
| Tartu Rock  | 1956–1967 |
| Lahti Sampo | 1967–1970 |

Als Jugendliche bestritt Lindeberg vier Spiele für die Mädchen-Nationalmannschaft der Sowjetunion. Im Erwachsenenbereich vertrat sie im Laufe ihrer Karriere drei Nationalmannschaften: Estland, die Sowjetunion und Finnland. Von 1961 bis 1967 bestritt sie 40 Spiele in der estnischen Nationalmannschaft, 1965 sechs Spiele in der sowjetischen Nationalmannschaft und von 1967 bis 1969 sieben Spiele in der finnischen Nationalmannschaft, deren Kapitänin sie war. Mit der finnischen Nationalmannschaft nahm sie zweimal am nordischen Meisterschaftsturnier teil, das sie 1967 in Lahti gewann. Damals erzielte Määttänen im Finale mehr als die Hälfte der Punkte des finnischen Teams.
| Nationalmannschaft                                  | von - bis | Spiele |
| --------------------------------------------------- | --------- | ------ |
| Estnische Basketballnationalmannschaft der Frauen   | 1961–1967 | 40     |
| Sowjetische Basketballnationalmannschaft der Frauen | 1965      | 6      |
| Finnische Basketballnationalmannschaft der Frauen   | 1967–1969 | 7      |

Sie beendete ihre Sportkarriere 1970.

## Nach der Karriere im Sport
Lindeberg schloss 1966 ihr Studium an der Universität Tartu mit dem Hauptfach Philologie der estnischen Sprache und 1972 an der Universität Helsinki mit dem Hauptfach Philologie der russischen und baltisch-finnischen Sprachen ab. Nach ihrer aktiven Karriere im Bereich des Sports arbeitete sie ab 1967 als Dozentin für Russisch und Estnisch in Helsinki, schrieb mehrere Lehrbücher und war Sprachlehrerin in den Fernseh- und Radioprogrammen von Yleisradio. Sie war die Lehrerin in den Russischkursen Raz Dva Tri (1975–1977) und Pozaluista (deutsche Version: Russisch, bitte!), die im finnischen Fernsehen liefen.

## Privates
Zwischen 1967 und 1983 war Lindeberg mit dem Eishockeyspieler und Eishockeytrainer Raimo Määttänen verheiratet.